# Musculus ischiocavernosus

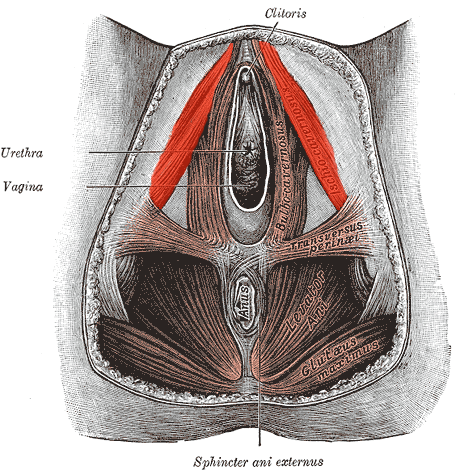
A testben vörössel jelölt musculus ischiocavernosus

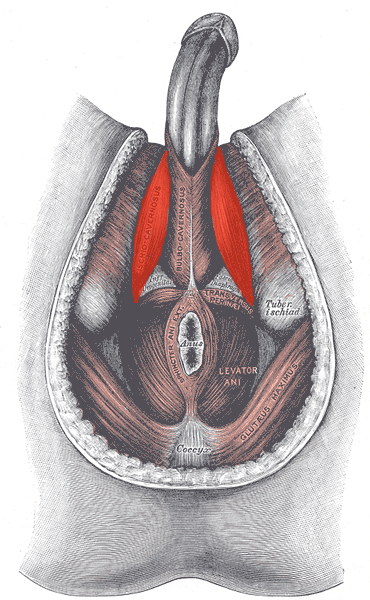
A férfi testben vörössel jelölt musculus ischiocavernosus

A musculus ischiocavernosus egy izom az emberi testben, ami nőkben és férfiakban is megtalálható.

## Eredés, tapadás, elhelyezkedés
Az os ischii belső felszínének dudoros részéről ered. Férfiaknál a crus penis mögött, nőknél a crus clitoridisnél tapad.

## Funkció
- Férfiaknál: az erekcióban vesz részt
- Nőknél: a clitoris erekciójában vesz részt

## Beidegzés, vérellátás
A nervus pudendus idegzi be. A arteria perinei látja el vérrel.

## Külső hivatkozások
- Leírás
- Kép, leírás
- Kép
- Kép
- Kép